# Démocrates indépendants (Afrique du Sud)
Pour les articles homonymes, voir Démocrates indépendants.
 (octobre 2018).
Les Démocrates indépendants (en anglais : Independent Democrats - ID) est le nom d'un ancien parti politique d'Afrique du Sud fondé en 2003 par  Patricia de Lille, ancienne élue du Congrès panafricain d'Azanie, et dissout en 2014 à la suite de sa fusion avec l'Alliance démocratique.

## Historique
Son programme politique rassemble aussi bien une rhétorique populiste et libérale qu'une vision progressiste des sujets de société. 
Le parti a émergé aux élections générales de 2004 en obtenant 7 sièges et 1,7 % des suffrages, bien au-delà des résultats du Congrès panafricain d'Azanie. 
Aux élections municipales du 1er mars 2006, son bon score national de 2,6 % est une aubaine pour l'ANC car sa présence nuit à l'opposition officielle de l'Alliance démocratique (DA) en divisant les votes. C'est ainsi qu'avec une majorité relative des voix, l'ANC, pourtant en perte de vitesse, remporte des municipalités avec parfois un siège d'avance sur la DA.
Néanmoins en position d'arbitre dans de nombreuses municipalités aux majorités relatives, le parti est faiseur de roi au Cap, à Stellenbosch, à Swellendam, à Theewaters-kloof (Caledon), à George (Afrique du Sud), à Matzikama (Vredendal), à Berg-river (Veldrif) à Oudtshoorn et à Drakenstein (Paarl).
Elle échoue à porter l'ANC à la mairie du Cap mais parvient grâce à son alliance avec l'Alliance démocratique à porter l'un des siens, Leon Dorfling, à la présidence du district municipal de "Eden district" (Route Jardin), succédant à un membre de l'ANC, et Jeffry Swartbooi à la mairie de Oudtshoorn. Elle remporte aussi dans ces conditions la mairie de Matzikama (Vredendal).
Son alliance avec l'ANC permet à cette dernière de contrôler la municipalité de Drakeinstein (Paarl). 
Lors des élections nationales de 2009, les indépendants démocrates obtiennent 1 % des voix. Localement, ils se rapprochent de l'ANC notamment au Cap. 
Le 15 août 2010, le parti annonce néanmoins sa fusion progressive avec l'Alliance démocratique (DA), prélude à sa propre dissolution. L’accord vise à unir l'opposition pour les élections locales de 2011 et pour les élections générales sud-africaines de 2014. En juin 2011, après avoir mené l'alliance démocratique à la victoire lors des élections municipales, Patricia de Lille est élue maire (DA) de la ville du Cap.
Le parti s'est dissout en 2014. 